# Closed-loop supply chain
 (octobre 2019).
La closed-loop supply chain (CLSC), traduite en français « chaîne logistique en boucle fermée », est née de la mise en place de la green supply chain et de la logistique inverse.

## Principales étapes
Les principales étapes de la CLSC sont :
- prise en charge du produit retourné
- opérations nécessaires à l'acheminement vers le point de traitement
- test, tri et détermination de l'état du produit et du mode de réhabilitation
- la réhabilitation du produit